# Frederik Johannsen (møller)
 For alternative betydninger, se Frederik Johannsen. (Se også artikler, som begynder med Frederik Johannsen)
Frederik Johannsen (født 6. oktober 1805 i Rerslev ved Slagelse, død 16. maj 1866) var en dansk møller. Johannsen var medlem af Den Grundlovgivende Rigsforsamling valgt i Præstø Amts 2. distrikt (Rønnede Kro). Han var medlem af Folketinget fra 4. december 1849 til 29. december 1849 hvor han nedlagde sit mandat fordi han også blev valgt til Landstinget. Han var landstingsmedlem fra 29. december 1849 til 1866.